# LEW EL16
LEW EL16 – niemiecki przetokowy wózek akumulatorowy produkowany w latach 1966-1990.
Wyprodukowano 525 lokomotyw. 

## Historia

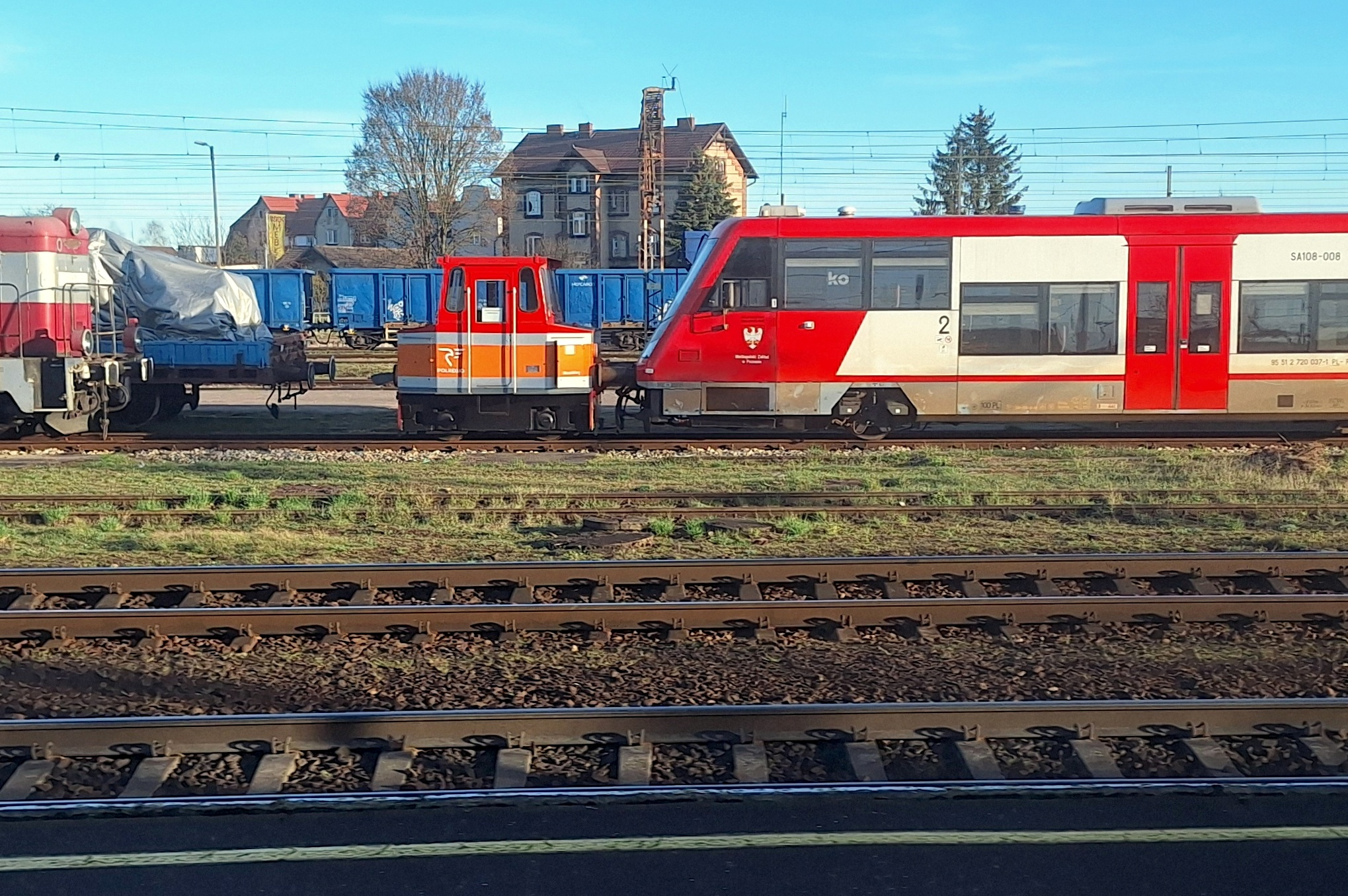
Eksploatowany przez Polregio (2025)

Zostały zaprojektowanie na zamówienie kolei wschodnioniemieckich. Dodatkowo były eksportowane do Czechosłowacji i na Węgry. Od 1973 roku były dostarczane do Polski. Po zjednoczeniu Niemiec były także eksploatowane przez koleje niemieckie. Lokomotywy zostały opracowane w celu umożliwienia relokacji pojazdów szynowych na terenach lokomotywowni. Były dodatkowe eksploatowane w zakładach przemysłowych.

## Konstrukcja
W lokomotywie zamontowano ołowiane baterie kieszonkowe, które zasilały dwa szeregowe silniki trakcyjne o napięciu 110 V. Pojazd jest wyposażony w urządzenia cięgłowe do sprzęgania przetaczanych lokomotyw. Ze względu na przeznaczenie i niską prędkość jazdy zrezygnowano ze zderzaków, a zamiast nich zastosowano tylko tarcze z twardego drewna. W niektórych lokomotywa zamontowano sprzęgi Scharfenberga.